# Czerwony klasztor (klasztor na Słowacji)

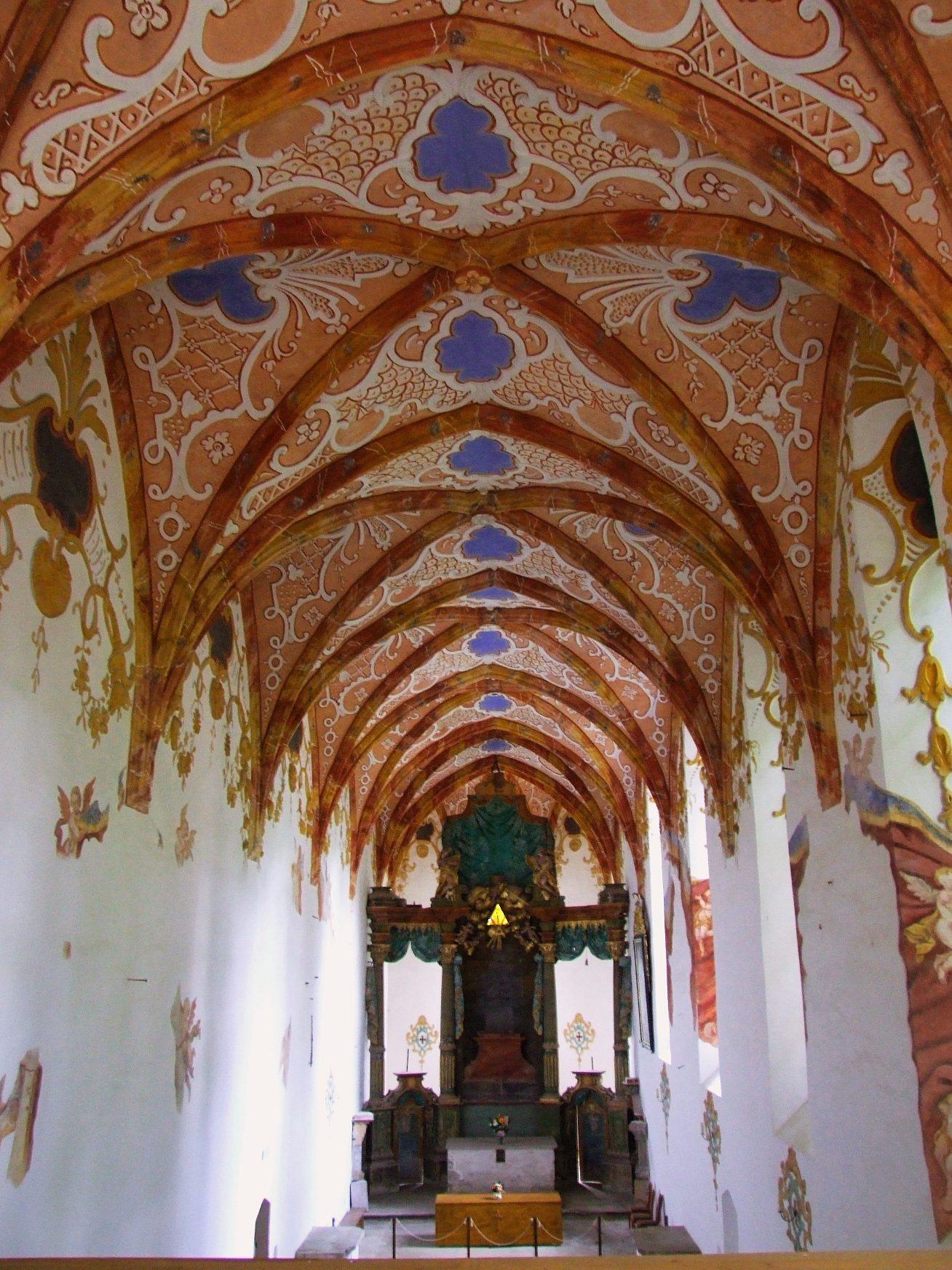
Sklepienie kościoła

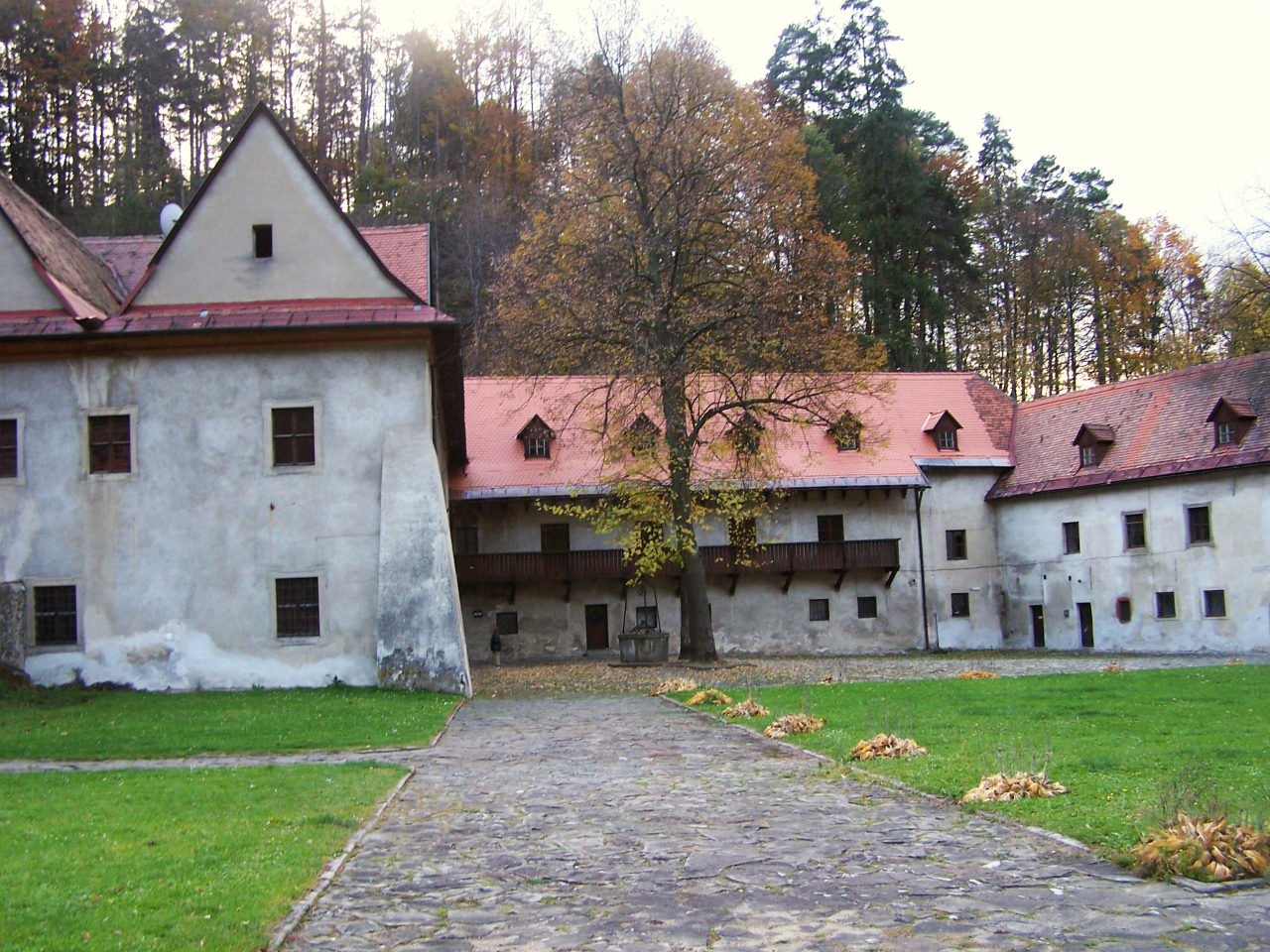
Dziedziniec

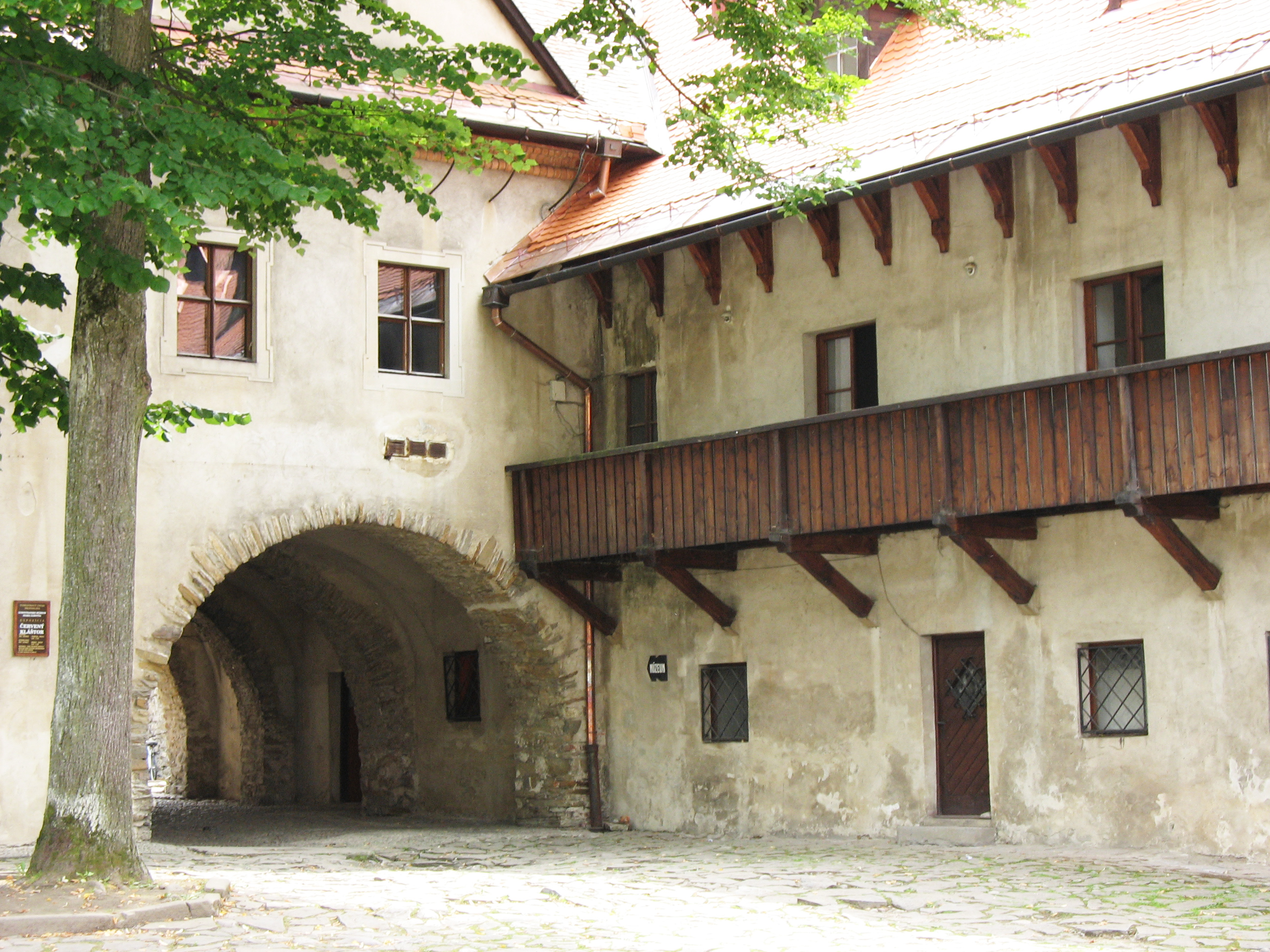
Czerwony Klasztor

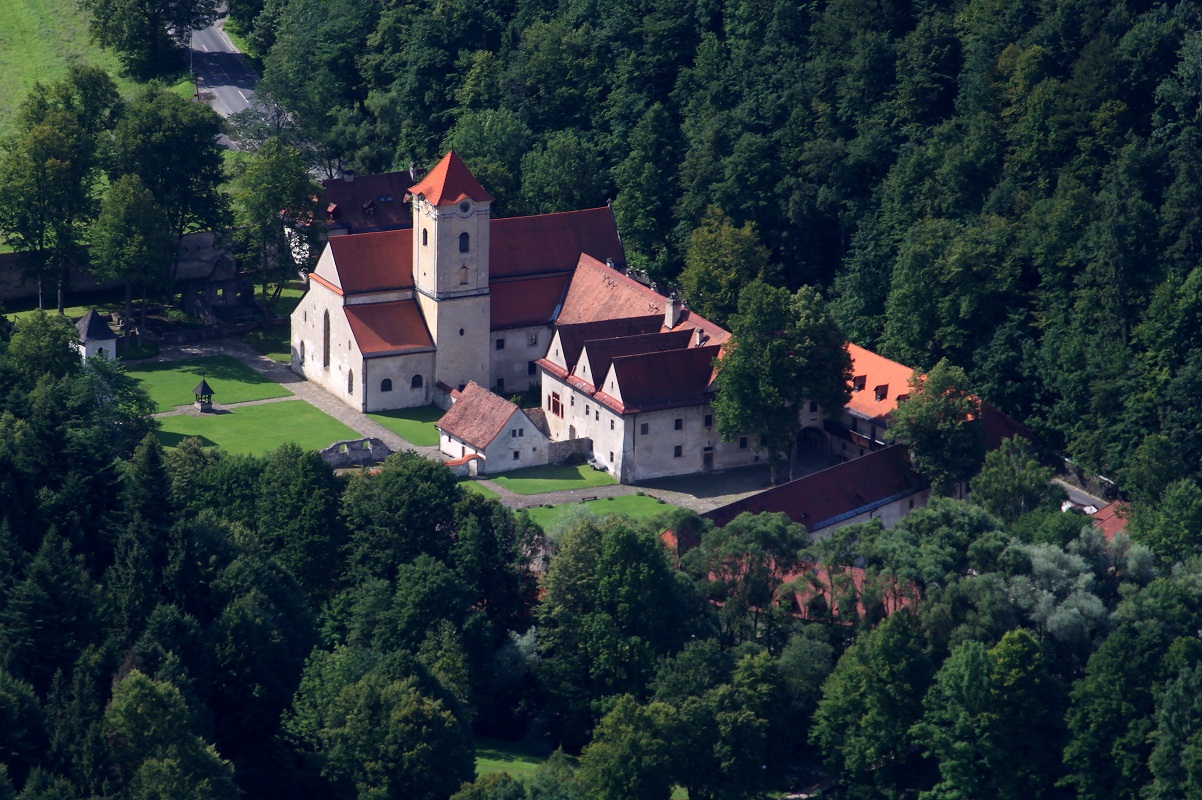
Czerwony Klasztor – widok ze szczytu Trzech Koron

Czerwony klasztor (słow. Červený kláštor) – kompleks klasztorny na Słowacji w miejscowości Czerwony Klasztor nad Dunajcem, na pograniczu Pienin i Magury Spiskiej.

## Historia
Został ufundowany w 1319 przez węgierskiego magnata Kokosza Berzewiczego. Fundacja ta była częścią kary, jaką miał on ponieść za zabicie Chyderka z rodu Györgów (za karę miał ufundować 6 klasztorów oraz zamówić w nich 4 tys. mszy). Budowę klasztoru rozpoczęto w 1330 r. Nazywano go Klasztorem Lechnickim, gdyż powstał na terenach wyłączonych z położonej wyżej w dolinie potoku Havka wsi Lechnica, zaś od pokrycia czerwoną dachówką był „od ludu czerwonym zwany”. Wilhelm Drugeth, starosta spiski, uposażył go w 1335 r. Starą Wsią, a w 1352 r. Jan, przeor klasztoru w Lendaku darował wieś Relów. Krakowscy mieszczanie na utrzymanie klasztoru przeznaczyli połowę wsi Rychwałd. Zakonnicy byli utrzymywani przez podatki pochodzące łącznie z 10 wsi. Wspierani byli też przez polskich królów: Kazimierza Wielkiego, Ludwika Węgierskiego i królową Jadwigę. W 1381 r. „Ludwik król polski i węgierski nakazał Bolkowi, księciu opolskiemu i staroście czorsztyńskiemu, by nie wzbraniał kartuzom lechnickim łowienia ryb na polskim brzegu Dunajca. R. 1393 Jadwiga królowa uposażyła klasztor stałym dochodem soli z żup bocheńskich, tudzież młynem po polskiej stronie. Władysław Jagiełło zatwierdził to nadanie we Lwowie 1425 r.”. Z czasem zakonnicy rozbudowywali obiekt i wznosili dalsze budowle: domki–pustelnie, szpital, aptekę, zajazd dla podróżnych i wieżę kościoła. Na początku XVI w. wsparcia klasztorowi udzielała również Jadwiga, wdowa po zmarłym w 1499 r. dziedzicznym żupanie spiskim, Stefanie Zápolyi. Przypuszcza się, że mogła ona ufundować cykl czterech (częściowo zachowanych) malowideł ściennych w kościele, przedstawiających sceny z Pasji.
Klasztor zamieszkany był początkowo (do 1567 r.) przez mnichów z zakonu kartuzów (posiadali również klasztor w Kláštorisku), a później (1711–1782) kamedułów.
W latach 1431–1433 klasztor był łupiony przez husytów. Zakon działał do roku 1782, kiedy został skasowany przez cesarza Józefa II. Dobra zakonu zostały rozdysponowane wśród kilkuset rodzin niemieckich kolonistów, którzy w tym czasie przybyli do pobliskiej Dolnej Lechnicy (niem. Unterlechnitz), wówczas też upowszechniła się niemiecka nazwa Rotes Kloster (węg. Vöröskolostor). Jadwiga Łuszczewska (Deotyma) zwiedzająca w 1860 klasztor zastała go zrujnowanym, ale kościół był zadbany. Po pożarze w 1907, w wyniku którego zniszczone zostały dachy i zawaliła się wieża kościoła, klasztor przeszedł na własność węgierskiego ministerstwa rolnictwa. W 1934 preszowski oddział KCST wydzierżawił go na 50 lat i przeprowadził prowizoryczny remont, w latach 1952–1968 przeprowadzono remont generalny, a cały obiekt został uznany za narodowy pomnik kultury.

## Brat Cyprian
Najbardziej znanym mnichem z Czerwonego Klasztoru był mnich Cyprian (Franz Ignatz Jäschke). W klasztorze pełnił obowiązki lekarza, cyrulika i aptekarza. W przyklasztornych ogrodach uprawiał zioła, z których sam sporządzał leki.
Był też znany jako botanik, do czasów dzisiejszych w muzeum w Tatrzańskiej Łomnicy zachował się jego zielnik. Skatalogował w nim i opisał blisko 300 gatunków roślin rosnących w Pieninach, zbierał też rośliny w Tatrach, m.in. w Dolinie Kieżmarskiej.
Znany też jest pod przydomkiem Latający Mnich, według opowieści miał na własnoręcznie skonstruowanej lotni zlecieć ze szczytu Trzech Koron na dziedziniec Czerwonego Klasztoru lub, jak głosi inna legenda, przelecieć nad Morskim Okiem, gdzie został zamieniony w skalny głaz, nazywany do tej pory Mnichem.
Pisarz Jan Wiktor uczynił go bohaterem swego opowiadania Zapomniany lotnik oraz powieści Skrzydlaty Mnich. 
Na terenie klasztoru zrealizowano słowacko-polski film Latający mnich i tajemnica Da Vinci opowiadający o życiu brata Cypriana.